# Замок Айхельберг
Замок Айхельберг(нім. Burgruine Aichelberg) — історична оборона споруда, розташована біля громади Вернберг (нім. Wernberg) округу Філлах-Ланд землі Каринтія (Австрія).

## Історія
Замок лежить неподалік давньої римської дороги. Припускають, що тоді зведені фортифікації. Замок збудували близько 1200 року. На 1431 рік перейшов у власність роду Кевенгюллер, який його розбудував. Був зруйнований в час війни імператора Фрідріха III з угорським королем Матвієм Корвіном з 1484 року. До кінця століття відновлений у сьогоднішніх формах. Протестанти Кевенгюллери емігрували 1629 року, продавши замок графу Сигізмунду фон Вагенбергу. На гравюрі 1688 року зображений закинутим. Перейшов у володіння роду Орсіні-Розенберґ.
Збереглись мури 4-поверхових будівель з великими вікнами, 3-поверхової будівлі з круглою вежею. проглядаються мури пригородку.

## Виноски
- Aichelberg (Eichelberg) [Архівовано 4 березня 2016 у Wayback Machine.] (1224)(нім.)